# Liste der Kantonsschulen des Kantons Schwyz

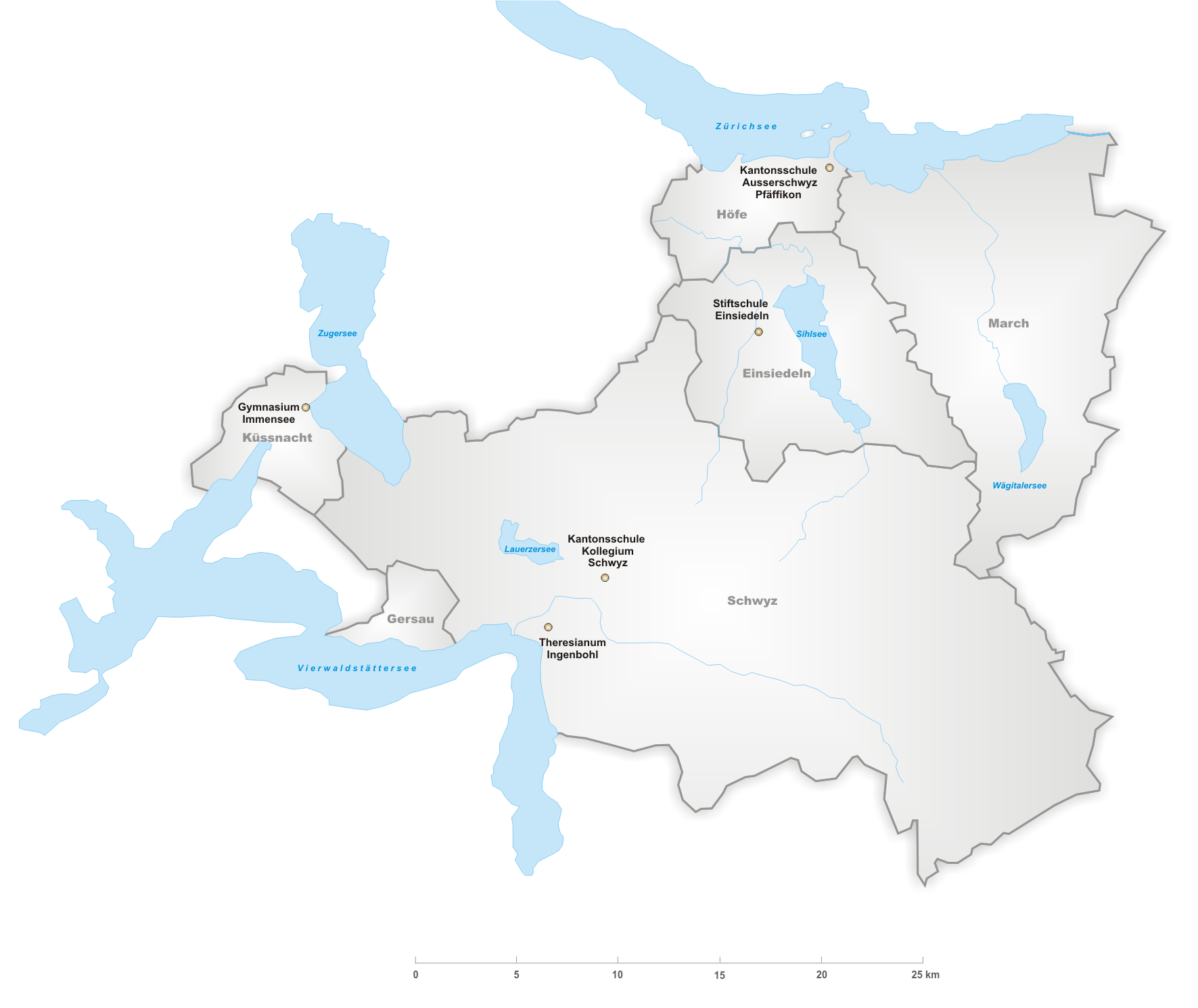
Kantonsschulen des Kantons Schwyz

Die Liste der Kantonsschulen des Kantons Schwyz zeigt die fünf öffentlichen und privaten Kantonsschulen des gesamten Kantons Schwyz.
Die Prüfungsfächer an die Kantonsschule sind nach der 2. und der 3. Sekundarstufe Deutsch, Mathematik, Französisch und Englisch. Der Übertritt an die privaten Gymnasien ist schon nach der 6. Primarstufe möglich.

## Legende
- Name der Kantonsschule: Nennt den Namen der Kantonsschule sowie eventuelle Zusatzbezeichnungen.
- Trägerschaft: Gibt an, ob die Kantonsschule staatlich oder von einem privaten Träger getragen wird.
- Eröffnung: Nennt das Jahr, in dem die Kantonsschule am aktuellen Standort eröffnet wurde.
- Schüler: Zeigt die gesamte Schüleranzahl an.
- Rektor: Nennt den jetzigen Rektor der Kantonsschule.
- Ortschaft: Gibt die Ortschaft an, in welcher die Kantonsschule liegt.
- Bild: Zeigt ein Bild der Kantonsschule an.

Hinweis: Die Liste ist  sortierbar: durch Anklicken eines Spaltenkopfes wird die Liste nach dieser Spalte sortiert, zweimalige Anklicken kehrt die Sortierung um. Durch das Anklicken zweier Spalten hintereinander lässt sich jede gewünschte Kombination erzielen.

## Kantonsschulen
| Name der Kantonsschule Abkürzung   | Trägerschaft         | Eröffnung | Schüler | Rektor                  | Ortschaft         | Bild                    |
| ---------------------------------- | -------------------- | --------- | ------- | ----------------------- | ----------------- | ----------------------- |
| Kantonsschule Kollegium Schwyz KKS | staatlich, seit 1972 | 1856      | ca. 400 | Nicolas Disch           | Schwyz            | Kantonsschule Schwyz    |
| Kantonsschule Ausserschwyz KSA     | staatlich            | 2006      | ca. 600 | Martin von Ostheim      | Pfäffikon, Nuolen | Kantonsschule Pfäffikon |
| Stiftsschule Einsiedeln            | privat               | n.v.      | ca. 350 | Sebastian Lamm          | Einsiedeln        | Kloster Einsiedeln      |
| Gymnasium Immensee                 | privat               | 1895      | 350     | Benno Planzer           | Immensee          | Gymnasium Immensee      |
| Theresianum Ingenbohl              | privat               | 1888      | 275     | Christine Hänggi-Widmer | Ingenbohl         | Theresianum Ingenbohl   |